# San Carlos (El Salvador)
San Carlos es un distrito salvadoreño en el municipio de Morazán Sur, departamento de Morazán, El Salvador. De acuerdo al censo oficial de 2024, tiene una población de 4.530 habitantes.

## Historia
El poblado es de origen precolombino lenca y fue erigido como pueblo el año 1811, obteniendo el título de villa en 1995. Asimismo, formó parte del departamento de San Miguel entre 1824 y 1875, año que sería anexado a Morazán.
Para el 1 de enero de 1887, tenía 2,354 habitantes.
En el informe del gobernador Francisco J. Ortiz hecho en septiembre de 1889, dio cuenta de que se repararon la casa cabildo y la de escuela. Había una escuela urbana de niños con 52 niños matriculados cuyo director era Don Jacinto Salazar y una escuela urbana de niñas con 51 niñas matriculadas cuya directora era la Señorita doña Francisca Vásquez.
Al sur del pueblo, estaba el terreno concedido a la Compañía Francesa de Minas en El Salvador conocido como "Los Encuentros". De ahí hubo extracción de oro y plata bajo el mando de esa compañía.

## Información general
El distrito cubre un área de 39,94 km² y la cabecera tiene una altitud de 190 m s. n. m. Las fiestas patronales se celebran en el mes de noviembre en honor a San Carlos Borromeo.